# Rybokarty (przystanek kolejowy)
Rybokarty – przystanek gryfickiej kolei wąskotorowej w Rybokartach, w województwie zachodniopomorskim, w Polsce.